# Alfonso Romero Asenjo
Alfonso Romero Asenjo (født 16. marts 1957 i Bilbao, Spanien) er en spansk komponist, pianist, lærer og dirigent.
Asenjo studerede klaver og komposition på Musikkonservatoriet i Bilbao og på Musikkonservatoriet i Seville, hos bl.a. Manuel Castillo og Pilar Balbao. Han har skrevet tre symfonier, orkesterværker, kammermusik, koncertmusik, filmmusik etc.
Asenjo underviste som professor i komposition på Cornell Universitetet. Han studerede også direktion på Universitetet i Californien i Los Angeles. Han har ligeledes en PhD i musik på Det Spanske Musikakademi.

## Udvalgte værker
- Symfoni nr. 1 (1999) - for orkester
- Symfoni nr. 2 (2002) - for orkester
- Symfoni nr. 3 (2014) - for strygeorkester